# LEGO De Hobbit
LEGO The Hobbit is een LEGO-thema uit 2014 gebaseerd op de filmserie van Peter Jackson en het De Hobbit, of 'Daarheen en Weer Terug' boek van J.R.R. Tolkien. Het thema bevat bouwsets en een computerspel gebaseerd op alle drie films: The Hobbit: An Unexpected Journey, The Hobbit: The Desolation of Smaug en The Hobbit: The Battle of the Five Armies.
Naast een serie Lego-bouwsets leverde de samenwerking ook een computerspel op. Het LEGO The Hobbit computerspel is  een actie-avonturenspel ontwikkeld door Traveller's Tales. Het kwam in 2014 beschikbaar voor Microsoft Windows, OS X, PlayStation 3, PlayStation 4, PlayStation Vita, Wii U, Nintendo 3DS, Xbox 360 en Xbox One.
Op de site werden de figuren beschreven en konden kleurplaten, posters en achtergronden worden gedownload.
Verder werd er een bordspel uitgebracht en was er in 2012 exclusief bij Toys "R" Us een „Lego The Hobbit: An Unexpected Journey“ notitieblok verkrijgbaar.
En werd er op de San Diego Comic-Con International 2013 DSCC is een promotionele „The Hobbit Micro Scale“ set ‘Balingshoek’ (‘Bag End’) van 130 stukjes verkocht. Er waren tijdens dat evenement 1000 sets beschikbaar.

## Ontwikkeling
De ontwikkeling van het Hobbit Lego-thema verliep volgens een soortgelijk proces als de ontwikkeling van eerdere Lego-thema's. De sets werden in overleg met de franchise-eigenaar Warner Bros. ontworpen door Lego's ontwerpers in Billund. Warner Bros. Consumer Products en de LEGO Group maakten de samenwerking op 16 december 2011 bekend.

## Sets
De bouwsets, die vallen onder de Lego SYSTEM™ productlijn, verbeelden scènes en locaties uit de films en bevatten minifiguren van de personages met accessoires. De 14 sets werden uitgebracht van 2012 t/m 2014.
De sets bevatten minifigs van alle hoofdpersonages uit de films, zoals Bilbo Balings, Gandalf de Grijze, Gollem, Thorin Eikenschild, Legolas, Bard en Azog.
Het warg-figuur is een compleet nieuw figuur, en heeft een bewegende kop en kaken. Op de rug zit een gleuf waar een zadel van de ruiter in kan. De staart van de warg is gemaakt van rubberachtig plastic. Het minifig van de dwerg Bifur wordt geleverd met een nieuwe korte cape. In set 79001 zitten twee kleine stoffen zakjes die een door een spin gesponnen cocon voorstellen waar een dwerg in kan. In set 79003 zit een nieuw rond 4×4 plaatje met een rond 2×2 gat in het midden. Tevens bevat de set een nieuw steentje dat een pretzel voorstelt. Haar en hoofddeksels van de personages zijn ook nieuw, zoals de haar en helmen van sommige dwergen, boselfen en van Thranduil, Azog, Sauron en de Aardmannenkoning.

## Producten
| Setnummer | Naam (nl (en)                                             | Minifigs                                                               | Film                          | Jaar | Aantal steentjes |
| --------- | --------------------------------------------------------- | ---------------------------------------------------------------------- | ----------------------------- | ---- | ---------------- |
| 79000     | Raadsels voor De Ring (Riddles for the Ring)              | Bilbo, Gollem                                                          | An Unexpected Journey         | 2012 | 105              |
| 79001     | De spinnen van Demsterwold (Escape from Mirkwood Spiders) | Legolas, Tauriel, Fíli, Kíli                                           | The Desolation Of Smaug       | 2012 | 298              |
| 79002     | Aanval van de Wargs (Attack of the Wargs)                 | Thorin, Bifur, Yazneg, ork 2x warg                                     | An Unexpected Journey         | 2012 | 400              |
| 79003     | Een onverwachte bijeenkomst (An Unexpected Gathering)     | Bilbo, Balin, Bofur, Bombur, Dwalin, Gandalf                           | An Unexpected Journey         | 2012 | 652              |
| 79004     | Ontsnapping in een ton (Barrel Escape)                    | Bilbo, Glóin, Óin, 2x boself                                           | The Desolation Of Smaug       | 2012 | 334              |
| 79010     | Gevecht met de Aardmannenkoning (The Goblin King Battle)  | Gandalf, Dori, Nori, Ori, Aardmannenkoning, 3x aardman                 | An Unexpected Journey         | 2013 | 841              |
| 79011     | Hinderlaag bij Dol Guldur (Dol Guldur Ambush)             | Beorn, 2x ork                                                          | The Desolation Of Smaug       | 2013 | 217              |
| 79012     | Demsterwolder Elfenleger (Mirkwood Elf Army)              | Thranduil, 3x boself, 2x ork, warg                                     | The Desolation Of Smaug       | 2014 | 276              |
| 79013     | Achtervolging in Meerstad (Lake-town Chase)               | Bilbo, Thorin, Bard, Meester van Meerstad, Meerstad-bewaker            | The Desolation Of Smaug       | 2014 | 470              |
| 79014     | Veldslag bij Dol Guldur (Dol Guldur Battle)               | Gandalf, Radagast, Azog, Sauron, standbeeld op Dol Guldur, ork, skelet | The Desolation Of Smaug       | 2013 | 797              |
| 79015     | Gevecht met de Tovenaar-koning (Witch-King Battle)        | Elrond, Galadriel, Tovenaar-koning van Angmar                          | The Battle Of The Five Armies | 2014 | 101              |
| 79016     | Aanval op Meerstad (Attack on Lake-town)                  | Tauriel, Bard, Bain, 2x ork                                            | The Battle Of The Five Armies | 2014 | 313              |
| 79017     | Slag van Vijf Legers (The Battle of Five Armies)          | Legolas, Thorin, Dáin IJzervoet, Bard, Gwaihir , Azog, 2x ork          | The Battle Of The Five Armies | 2014 | 472              |
| 79018     | De Eenzame berg (The Lonely Mountain)                     | Bilbo, Balin, Dwalin, Fíli, Kíli, Smaug                                | The Battle Of The Five Armies | 2014 | 866              |

| Setnummer   | Naam (nl (en)                                  | Minifigs | Film                    | Jaar | Aantal steentjes | Bijzonderheden                                                                                             |
| ----------- | ---------------------------------------------- | -------- | ----------------------- | ---- | ---------------- | --- |
|             | Bilbo (Bilbo Baggins)                          | Bilbo    | An Unexpected Journey   | 2012 | 4                | Promotional op SDCC (USA)                                                                                  |
| 30212       | Demsterwold elf wachter (Mirkwood Elf Guard)   | Elf      | The Desolation Of Smaug | 2012 | 27               | Beperkte oplage/gift set                                                                                   |
| 30213       | Gandalf in Dol Guldur (Gandalf at Dol Guldur)  | Gandalf  | The Desolation Of Smaug | 2013 | 31               | Beperkte oplage/gift set                                                                                   |
| 30215       | Legolas Groenblad (Legolas Greenleaf)          | Legolas  |                         | 2013 | 33               | Beperkte oplage/gift set                                                                                   |
| 30216       | Meerstad bewaker (Laketown Guard)              | Wachter  | The Desolation Of Smaug | 2013 | 31               | Beperkte oplage/gift set                                                                                   |
| ELF-1       | Demsterwold elf (Mirkwood Elf)                 | Elf      | The Desolation Of Smaug | 2013 | 6                | Weggegeven in bioscopen en theaters aan degenen die vooraf hadden gereserveerd om The Hobbit te zien (USA) |
| COMCON031-1 | Azog (Azog Minifigure)                         | Azog     |                         | 2013 |                  | Promotional op SDCC 2013.                                                                                  |
| COMCON038-1 | Bard de Boogschutter (Bard the Bowman)         | Bard     |                         | 2014 | 5                | Promotional op SDCC 2014                                                                                   |
| 5002130     | Goedemorgen Bilbo (Good Morning Bilbo Baggins) | Bilbo    |                         | 2014 | 4                | Gratis bij pre-orders van The Hobbit video game.                                                           |